# Soldier Field
A Soldier Field egy többfunkciós sportlétesítmény Chicagóban, Illinoisban, az Egyesült Államokban. 1924-ben nyitották meg és az NFL-ben szereplő Chicago Bears otthona 1971 óta. A Chicago Fire labdarúgócsapata is használja a létesítményt, először 1998 és 2005 között, majd 2020-tól ismét itt játsszák a hazai mérkőzéseiket. 61 500 fős befogadóképességével a legkisebb stadionnak számít az NFL-ben. A Soldier Field az NFL és az MLS legidősebb stadionja. Az első találkozó egy amerikaifutball mérkőzés volt, amit 1924. október 4-én játszottak az Louisville Male High School és a Chicago Austin High csapatai részvételével.
2002-ben bezárták és felújításon esett át. 2003-ban nyitották meg ismét. A stadion számos sporteseménynek adott otthont, beleértve az  1994-es labdarúgó-világbajnokságot, az 1999-es női labdarúgó-világbajnokságot és a CONCACAF-aranykupákat. Történelmi nagygyűlések helyszíne is volt, tartott itt beszédet többek között Amelia Earhart, Franklin D. Roosevelt és Martin Luther King Jr..

## Események

### 1994-es labdarúgó-világbajnokság
| Dátum            | Pályaválasztó | Eredmény | Vendég        | Forduló                 |
| ---------------- | ------------- | -------- | ------------- | ----------------------- |
| 1994. június 17. | Németország   | 1 – 0    | Bolívia       | C csoport/Nyitómérkőzés |
| 1994. június 21. | Németország   | 1 – 1    | Spanyolország | C csoport               |
| 1994. június 26. | Görögország   | 0 – 4    | Bulgária      | B csoport               |
| 1994. június 27. | Bolívia       | 1 – 3    | Spanyolország | C csoport               |
| 1994. július 2.  | Németország   | 3 – 2    | Belgium       | Nyolcaddöntő            |

### 1999-es női labdarúgó-világbajnokság
| Dátum            | Pályaválasztó    | Eredmény | Vendég      | Forduló   |
| ---------------- | ---------------- | -------- | ----------- | --------- |
| 1999. június 24. | Brazília         | 2 – 0    | Olaszország | B csoport |
| 1999. június 24. | Egyesült Államok | 7 – 1    | Nigéria     | A csoport |
| 1999. június 26. | Ghána            | 0 – 2    | Svédország  | D csoport |
| 1999. június 26. | Norvégia         | 4 – 0    | Japán       | C csoport |

### CONCACAF-aranykupa
| Dátum            | Pályaválasztó      | Eredmény           | Vendég           | Forduló   |
| ---------------- | ------------------ | ------------------ | ---------------- | --------- |
| 2007. június 21. | Kanada             | 1 – 2              | Egyesült Államok | Elődöntő  |
| 2007. június 21. | Mexikó             | 1 – 0              | Guadeloupe       | Elődöntő  |
| 2007. június 24. | Egyesült Államok   | 2 – 1              | Mexikó           | Döntő     |
| 2009. július 23. | Honduras           | 1 – 2              | Egyesült Államok | Elődöntő  |
| 2009. július 23. | Costa Rica         | 1 – 1 3 – 5 (b.u.) | Mexikó           | Elődöntő  |
| 2011. június 12. | Salvador           | 6 – 1              | Kuba             | A csoport |
| 2011. június 12. | Mexikó             | 4 – 1              | Costa Rica       | A csoport |
| 2013. július 28. | Egyesült Államok   | 1 – 0              | Panama           | Döntő     |
| 2015. július 9.  | Trinidad és Tobago | 3 – 1              | Guatemala        | C csoport |
| 2015. július 9.  | Mexikó             | 6 – 0              | Kuba             | C csoport |
| 2019. július 7.  | Mexikó             | 1 – 0              | Egyesült Államok | Döntő     |

### Copa América Centenario
| Dátum            | Pályaválasztó    | Eredmény | Vendég     | Forduló   |
| ---------------- | ---------------- | -------- | ---------- | --------- |
| 2016. június 5.  | Jamaica          | 0 – 1    | Venezuela  | C csoport |
| 2016. június 7.  | Egyesült Államok | 4 – 0    | Costa Rica | A csoport |
| 2016. június 10. | Argentína        | 5 – 0    | Panama     | D csoport |
| 2016. június 22. | Kolumbia         | 0 – 2    | Chile      | Elődöntő  |